# Xerus inauris
La ardilla terrestre de El Cabo (Xerus inauris) es una especie de roedor esciuruomorfo de la familia Sciuridae propia del África austral. Su área de distribución comprende Sudáfrica, Lesoto, Botsuana y Namibia.

## Descripción

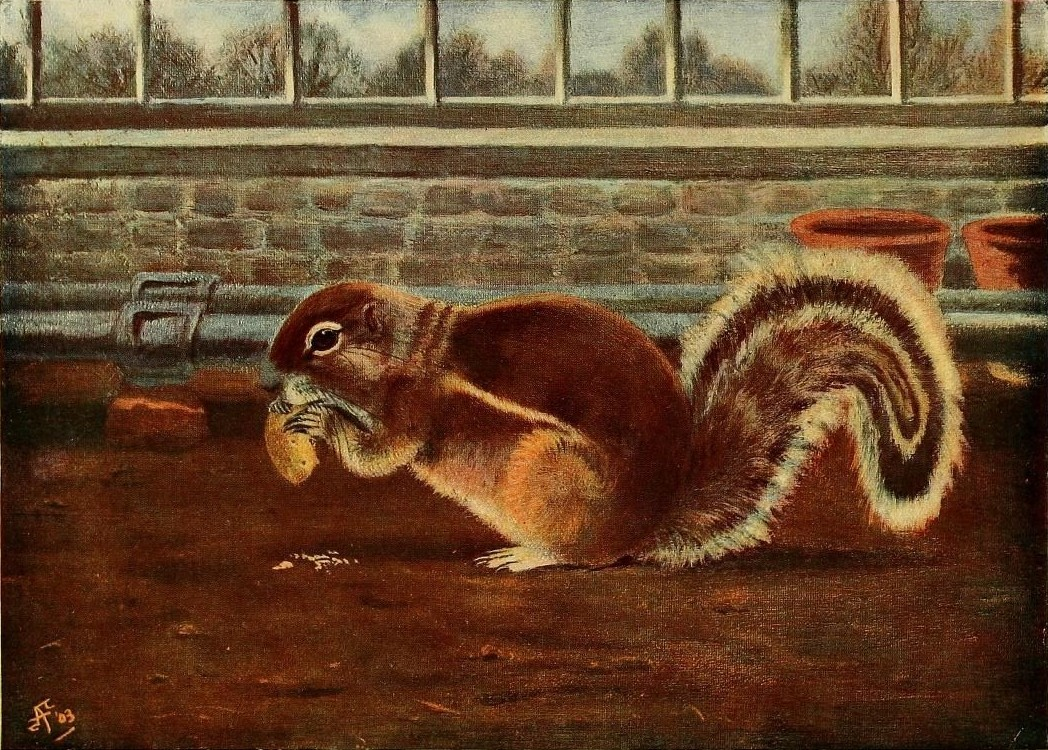
La ardilla cola de abanico.
De una pintura original del Excmo. Alice Foljambe

La ardilla terrestre de El Cabo tiene la piel negra con un pelaje hecho de pelos cortos y rígidos sin pelaje interior. El pelaje es canela en la espalda, mientras que la cara, el vientre, los lados del cuello y los lados ventrales de las extremidades son blancos. Cada uno de los lados de su cuerpo tiene una franja blanca que se extiende desde los hombros hasta los muslos. Los ojos son bastante grandes y tienen líneas blancas a su alrededor. Las pinnas son pequeñas. La cola es aplanada en la parte posterior e inferior y está cubierta de pelo blanco y dos bandas negras en la base. El dimorfismo sexual de la ardilla terrestre del Cabo es sutil. Los machos generalmente pesan 423-649 gramos (0,9-1,4 lb), de 8 a 12 por ciento más que las hembras 444-600 gramos (1-1,3 lb). Los machos de las ardillas terrestres del Cabo tienen una longitud total de 424-476 milímetros (16,7-18,7 plg), mientras que las hembras tienen 435-446 milímetros (17,1-17,6 plg) de largo. La fórmula dental de la ardilla terrestre es {\displaystyle {\tfrac {1.1.0.0}{1.1.3.3}}}. El área del vientre y la ingle de las hembras tiene cada uno dos pares de glándulas mamarias. El glande del pene de los machos es grande con un báculo prominente. Esta especie se destaca por sus testículos impresionantemente grandes, que son aproximadamente del tamaño de una pelota de golf, alrededor del 20% de la longitud de la cabeza y el cuerpo. La muda se produce entre agosto y septiembre y entre marzo y abril, una vez al año.